# 吉沢一郎
吉沢一郎（よしざわ いちろう、1903年11月6日 – 1998年1月22日)は、日本の登山家。一橋大学山岳部出身。1977年、吉沢が総指揮を取った日本登山隊はK2登頂を試みて成功し、これが世界で2番目のK2登頂成功例となった。

## 人物・生涯
麹町小学校卒業後、旧・明治中学校（現明治大学付属明治高等学校・中学校）中退を経て、1928年旧制東京商科大学（現一橋大学）卒業。電通映画社専務取締役。
元社団法人日本山岳会副会長。望月達夫、深田久弥、諏訪多栄蔵らとともに日本のヒマラヤ研究の第一人者であった。英国山岳会会員でもある。1980年には公共広告機構（現：ACジャパン）のCMに起用された。

## 著書

### 単著
- 『登高記』古今書院 1930年。全国書誌番号:47011117、NCID BN12196288
- 『北の山南の山 研究・随想・紀行』三省堂 1942年。NCID BN12198385
- 『山へ - わが登高記』文藝春秋、1980年。全国書誌番号:80038715、NCID BN06612344

### 翻訳
- フランシス・シドニー・スマイス（英語版）（Francis Sydney Smythe）『ウィンパー伝』世界山岳名著全集[6]第2、あかね書房、1966年。全国書誌番号:49003260
- G. N. カーゾン（George Curzon）『シルクロードの山と谷』世界山岳名著全集第1、あかね書房、1967年。全国書誌番号:49003259、NCID BN08863458
- ベルナール・ピエール（英語版）（Bernard Pierre）『ヒマラヤ、わがよき仲間』世界山岳名著全集第10、あかね書房、1967年。全国書誌番号:49003268、NCID BN08866015
- エリック・シプトン（Eric Shipton）『わが半生の山々』（"Upon That Mountain"）世界山岳名著全集第11、あかね書房、1967年。全国書誌番号:49003269、NCID BN0886606X
- ハロルド・ウィリアム・ティルマン（英語版）（Bill Tilman）『赤道の雪』世界山岳名著全集第11、あかね書房、1967年。
- ノルウェー隊『ティリチ・ミール登頂』ヒマラヤ名著全集第11、あかね書房、1967年。全国書誌番号:49007189、NCID BN07326260
- W・アンスワース（Walt Unsworth[7]）『そこに山があるから - アルプスの先駆者たち』経済往来社、1968年。全国書誌番号:68007761、NCID BA36326342
- コンウェイ（英語版）（Martin Conway）[8]『カラコルムの夜明け』ヒマラヤ名著全集第9　あかね書房、1968年。全国書誌番号:49007187、NCID BN07322849
- G. ロウ（英語版）「南極大陸横断」『白い大陸に賭ける人々』現代の冒険第5、文藝春秋、1970年。全国書誌番号:73015942、NCID BN02327969
- ジェラルド・モーガン(Gerald Morgan[9])『ヒマラヤ《人と辺境》 1 幻の探検家ネイ・イライアス[10]』斎藤明子共訳 白水社 1976年。全国書誌番号:73019744、NCID BN0175718X
- エドモンド・ヒラリー（Sir Edmund Hillary）『ヒラリー自伝 - サー・エドマンド・ヒラリー』草思社、1977年。ISBN 4794200633
- スイス山岳研究財団（ドイツ語版）（独: Schweizerische Stiftung für Alpine Forschung）編『マウンテン・ワールド 第17巻 1968/69』小学館 1988年。